# Non so più a chi credere (album)
Non so più a chi credere è la prima raccolta del cantautore italiano Biagio Antonacci, pubblicata il 1º marzo 1993 su etichetta Mercury.

## Tracce
1. Non so più a chi credere – 4:19
2. Tra le righe – 4:25
3. Sono cose che capitano – 3:51
4. Cercasi disperatamente amore – 4:27
5. Che fretta c'è – 4:12
6. Se tu fossi come – 4:26
7. Fiore – 4:59
8. Se ti vedesse mamma – 4:00
9. Danza sul mio petto – 4:56

## Formazione
- Biagio Antonacci - voce, chitarra elettrica
- Chicco Gussoni - chitarra elettrica
- Marco Mangelli - basso
- Fabio Coppini - tastiera
- Eugenio Mori - batteria
- Mauro Malavasi, Iskra Menarini, Fawzia Selama - cori